# Пакка, Бартоломео
Бартоломео Пакка (итал. Bartolomeo Pacca; 25 декабря 1756, Беневенто, Неаполитанское королевство — 19 апреля 1844, Рим, Папская область) — итальянский куриальный кардинал. Титулярный архиепископ Дамиаты с 26 сентября 1785 по 23 февраля 1801. Апостольский нунций в Кёльне с 24 апреля 1786 по 21 марта 1794. Апостольский нунций в Португалии с 21 марта 1794 по 23 февраля 1801. Камерленго Священной Коллегии кардиналов с 1804 по 1805 и с 19 мая 1837 по 12 февраля 1838. Про-государственный секретарь Святого Престола с 18 июня 1808 по 17 мая 1814. Префект Священной Конгрегации церковного иммунитета с 7 января 1809 по 29 ноября 1818. Камерленго Святой Римской Церкви с 26 сентября 1814 по 20 декабря 1824. Префект Священной Конгрегации по делам епископов и монашествующих с 29 ноября 1818 по 18 ноября 1824. Вице-декан Священной Коллегии кардиналов с 13 августа 1821 по 5 июля 1830. Префект Священной Конгрегации коррекции Книг Восточной Церкви с 19 марта 1822 по 19 апреля 1844. Апостольский про-датарий с 18 ноября 1824 по 19 апреля 1844. Секретарь Верховной Священной Конгрегации Римской и Вселенской Инквизиции с 5 апреля 1830 по 19 апреля 1844. Декан Священной Коллегии кардиналов и Префект Священной конгрегации церемониала с 5 июля 1830 по 19 апреля 1844. Кардинал-священник с титулом церкви Сан-Сильвестро-ин-Капите с 23 февраля 1801 по 2 октября 1818. Кардинал-священник с титулом церкви Сан-Лоренцо-ин-Лучина с 2 октября по 21 декабря 1818. Кардинал-протопресвитер с 2 октября по 21 декабря 1818. Кардинал-епископ Фраскати с 21 декабря 1818 по 13 августа 1821. Кардинал-епископ Порто и Санта Руфины и Чивитавеккьи с 13 августа 1821 по 5 июля 1830. Кардинал-епископ Остии и Веллетри с 5 июля 1830 по 19 апреля 1844.

## Ранние годы, образование и начало пути
Бартоломео Пакка родился в старинной семье римских патрициев. Начинал свое образование в иезуитской коллгии в Неаполе, продолжил его в коллегии Клементино деи Сомаши (лат. Clementino dei Somaschi) в Риме и закончил его в 1778 году в римской Академии церковной знати (лат. Accademia dei nobili). В 1786 году Папа Пий VI назначил Бартоломео Пакка апостольским нунцием в Кёльн (с 24 апреля 1786 по 21 марта 1794) и титулярным архиепископом в Дамиаты (с 26 сентября 1785 по 23 февраля 1801).

## Папский дипломат
Пакка энергично поддерживал борьбу за юрисдикцию, но не смог остановить упадок церковного принципата (лат. principato ecclesiastico) в Рейнской области. Его деятельность в Лиссабоне, где он был папским нунцием с 21 марта 1794 по 23 февраля 1801 года также была очень трудной.
Отозванный Пием VII 23 февраля 1801 года, через год он вернулся в Рим кардиналом, но держался в стороне от дел до тех пор, пока не был возведен в должность Камерленго Священной Коллегии кардиналов (с 1804 по 1805 и с 19 мая 1837 по 12 февраля 1838). Это было время максимальной напряжённости в отношениях между Наполеоном и Святым Престолом. С апостольской стойкостью Пакка противостоял наполеоновским угрозам и был заключен в форт Фенестрелле в 1809 году.

## В Римской курии
Освобожденный в 1813 году, он посоветовал Пию VII отказаться от конкордата Фонтенбло, а затем, в 1814—1815 годах, из-за отсутствия кардинала Консальви (участвовавшего в Венском конгрессе), он был государственным секретарём Святого Престола с 18 июня 1808 по 17 мая 1814 года, Префектом Священной Конгрегации церковного иммунитета с 7 января 1809 по 29 ноября 1818 года. Пакка был сторонником жёсткой политики, он советовал Пию VII, целью которого было возвращение любой ценой владений Святого Престола, отказаться от унизительных условий конкордата, подписанного 15 июля 1801 года, восстанавливавшего Папское государство.
Бартоломео Пакка всегда оставался одним из самых влиятельных кардиналов. Ему пришла в голову мысль, что Провидение оставило за папством, лишаемым в трудные годы его земного бремени, гораздо более высокую духовную миссию. Именно ему мы обязаны указом 7 апреля 1820 года об охране римского художественного наследия, согласно которому раскопки древностей подлежали лицензированию, а торговля предметами искусства и их реставрация требовали официального разрешения. Он выступал против аннексии Беневенто и Понтекорво Королевством Обеих Сицилий. Он напечатал отчеты двух своих нунциатур. Ещё более известны исторические воспоминания о министерстве, о двух поездках во Францию и о заключении в форте Сан-Карло в Фенестрелле (1835).
Он активно участвовал в реформе университетского образования в папском государстве.